# Najat Saliba
Najat Aoun Saliba (em árabe: نجاة عون صليبا; Najat Khattar Aoun) é professora de Química Analítica e química atmosférica na Universidade Americana de Beirute (AUB). Ela foi Diretora do Centro de Conservação da Natureza da AUB de 2013 a 2020. NajatSaliba é também cofundadora e diretora da Khaddit Beirut (uma iniciativa lançada após as explosões no porto de Beirute em 2020) e fundadora e diretora da Environment Academy (uma iniciativa criada com o apoio da Organização Mundial da Saúde). Ela foi premiada pelo programa L'Oréal-UNESCO For Women in Science em 2019. Em 2022, foi eleita para o parlamento libanês.

## Infância e educação
Nascida em 1966, Najat Saliba cresceu em uma fazenda de bananas em Damour, onde se inspirou na conexão de seu pai com a natureza. Quando a Guerra Civil Libanesa forçou a sua família a mudar-se para a área urbana, Najat interessou-se por formas de mitigar a poluição atmosférica. Najat estudou na Universidade Libanesa, onde obteve seu bacharelado em Química em 1986. Ela se mudou para os Estados Unidos para fazer pós-graduação e obteve seu mestrado na Universidade do Estado da Califórnia, em Long Beach, em 1994. Ela completou seus estudos de Doutorado na Universidade do Sul da Califórnia, em 1999. Ela concluiu uma tese sobre poluição da água e estudou catálise. Ela foi pesquisadora de pós-doutorado na Universidade da Califórnia, em Irvine.

## Pesquisa e carreira
Najat Saliba retornou ao Líbano após a Guerra Civil e ingressou na Universidade Americana de Beirute (AUB), em 2001. Em 2002, ela ajudou a estabelecer o Centro de Conservação da Natureza Ibsar para Futuros Sustentáveis, que procura proteger a biodiversidade do Líbano. Ela foi diretora do Ibsar, que foi renomeado como Centro de Conservação da Natureza, na AUB. Najat Saliba criou o Laboratório Atmosférico e Analítico. No início da carreira, ela lutou para obter produtos químicos, pois a maioria das empresas ocidentais não enviava produtos para o Líbano por medo de que fossem usados para fabricar armas.
A sua investigação considera os poluentes ambientais no Líbano e no Médio Oriente. Najat Saliba investiga os constituintes químicos tóxicos e cancerígenos dos cigarros eletrônicos e narguilés. Ela foi a primeira a identificar compostos como o formaldeído em narguilés e mostrou que os cigarros eletrônicos podem gerar monóxido de carbono. Ela faz parte do Centro para o Estudo de Produtos de Tabaco da Virginia Commonwealth University. Najat faz parte de um projeto do National Institutes of Health para investigar o impacto do fumo de narquilé. Ela fez parte de uma doação de US$ 2,8 milhões para desenvolver modelos de computador para analisar a toxicidade do tabaco. Najat Saliba contribuiu para as reuniões de especialistas em qualidade do ar da Organização Mundial da Saúde.
Ela estabeleceu o primeiro banco de dados de poluentes atmosféricos libaneses. Ela também mostrou que a queima ao ar livre de resíduos no Líbano pode aumentar a quantidade de substâncias cancerígenas no ar em 2.300%, e que várias toxinas são emitidas nesse processo. Ela mediu a concentração das toxinas no topo de um prédio de apartamentos de quatro andares em Beirute, tendo identificado partículas e hidrocarbonetos aromáticos policíclicos, bem como chumbo, cádmio, titânio e arsênio provenientes da queima de metais. Najat Saliba contribuiu para o Guia de Resíduos Sólidos Municipais da AUB. Ela estabeleceu protocolos internacionais para estudos químicos de tubulações de água. Najat desenvolve materiais e métodos inovadores para estudar poluentes atmosféricos. Em 2018, o Centro de Conservação da Natureza da AUB de Najat, foi selecionado pela Lush como uma das organizações de maior influência no movimento de regeneração.
Najat Saliba também estudou os efeitos das explosões no porto de Beirute, ocorridas em 2020, sobre os poluentes atmosféricos na cidade. Ela também alertou contra potenciais produtos químicos e poluentes perigosos que foram dispersos e apelou ao povo de Beirute para que tomasse as precauções necessárias.
Najat Saliba é editora da PeerJ, uma mega revista científica de acesso aberto nas áreas de ciências biológicas e ciências médicas.
Ela foi destaque na Nature em 2022, na sessão “Where I Work” (em tradução livre, "Onde eu trabalho"), descrevendo seu trabalho conectando pesquisadores e a comunidade local.

## Carreira política
Najat Saliba envolveu-se politicamente após as explosões no porto de Beirute em 2020. Ela concorreu nas eleições gerais libanesas de 2022 ao lado de Mark Daou em uma coalizão recém-criada chamada "Taqqadum" ("progresso" em árabe) como um novo rosto contra a classe política dominante há 50 anos. Ela ganhou um assento no parlamento libanês representando a seita maronita do distrito de Shouf.

## Prêmios e honras
- 2016 - Prêmio do Conselho Nacional Libanês de Pesquisa Científica
- 2018 - Prêmio American Physiological Society para Pesquisa Interdisciplinar[27]
- 2019 - Prêmio L'Oréal-UNESCO Para Mulheres na Ciência[13]
- 2019 - Ordem Nacional do Cedro[28]
- 2019 - 100 Mulheres (BBC)[29]